# Nandi (distrikt)
Nandi är ett av Kenyas 71 administrativa distrikt, och ligger i provinsen Rift Valley. År 1999 hade distriktet 578 751 invånare. Huvudorten är Kapsabet. Bland andra orter finns Kipsigak.